# Paraconalia
Paraconalia là một chi bọ cánh cứng trong họ Mordellidae.
Chi này được miêu tả khoa học năm 1968 bởi Ermisch.

## Các loài
Chi này gồm các loài:
- Paraconalia brasiliensis Ermisch, 1968
- Paraconalia rufopygidialis Ermisch, 1968